# Зал Кариатид
Зал Кариатид (фр. Salle des Caryatides) — выдающийся памятник архитектуры и скульптуры французского Ренессанса. Построен в 1546—1549 годах по проекту архитектора Пьера Леско. Ныне 348-й зал (галерея № 17) нулевого уровня «Крыла Денон» Музея Лувра.

## История зала
Зал построен в 1546—1549 годах Пьером Леско и имел название: «Посольский», или «Шведский зал» (Salle suédoise) — он был задуман в качестве места заседаний магистрата, приёма послов и, позднее, помещения королевской гвардии. Король Франциск I намеревался устроить большой бальный зал на первом этаже нового крыла Луврского дворца с лестницей посередине. Король скончался в 1547 году, его преемник Генрих II сохранил эту идею, но распорядился отодвинуть лестницу в конец зала: так называемая «Лестница Генриха II» (l’Escalier Henri II). Таким образом, новый бальный зал занял всю длину нового крыла, которое вначале именовалось «Крылом Леско» (l’Aile Lescot). Это позволило создать величественное помещение площадью 600 м².

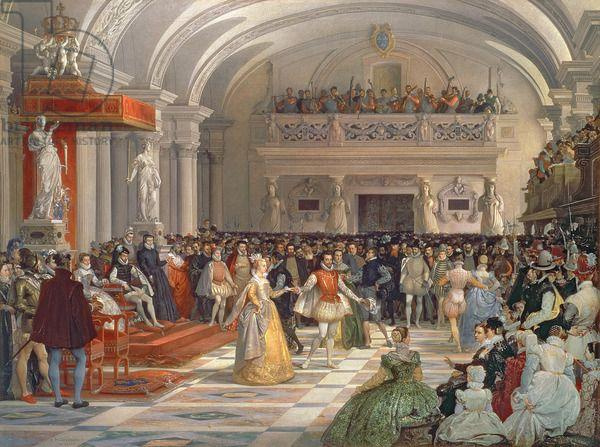
Бракосочетание будущего короля Франции Генриха IV с Маргаритой де Валуа в Зале Кариатид Луврского дворца 18 августа 1572 года

Южная часть зала предназначалась для заседаний Королевского трибунала на специально устроенном возвышении для трона короля, в северной проводили балы и устраивали спектакли. Для того, чтобы отделить «праздничную» половину зала от «официальной», архитектор Леско построил посередине зала преграду по типу античной трёхпролётной триумфальной арки, точнее типа серлианы с центральным арочным и двумя прямоугольными проёмами по сторонам.
В 1546—1549 годах выдающийся скульптор французского Ренессанса Жан Гужон создал на северной оконечности зала четыре монументальные скульптурные фигуры в качестве поддержки трибуны, на которой размещались от пяти до десяти музыкантов. Фигуры восходят к знаменитым кариатидам Эрехтейона Афинского акрополя. Они дали новое название залу, — Зал Кариатид. Вся отделка комнаты выполнена из светлого известняка, или конфланского камня.
В этом зале 18 августа 1572 года, незадолго до Варфоломеевской ночи, проходили торжества по случаю бракосочетания короля Генриха IV и Маргариты де Валуа. 14 мая 1610 года Генрих IV был убит католиком-фанатиком Франсуа Равальяком. Умирающего короля перевезли в Лувр, где он умер в Парадном зале. Тело доброго короля Генриха IV в течение одиннадцати дней было выставлено на всеобщее обозрение в Зале Кариатид, а в июне того же года — его восковой муляж.
В 1639 году деревянный кессонный потолок зала архитектор Жак Лемерсье заменил сводчатым. 24 октября 1658 года в Зале Кариатид Мольер впервые представил королю Людовику XIV пьесу-фарс «Влюблённый доктор».
В период 1692—1793 годов в Зале Кариатид размещались скульптуры из королевской коллекции, и он стал называться «Залом древностей» (Salle des Antiques).
В 1795 году зал стал резиденцией Национального института, который провёл здесь свою торжественную инаугурационную сессию 4 апреля 1796 года. После ухода Института в 1805 году из состава Коллежа Четырёх Наций он был включен в состав Лувра.
С 1806 года Зал Кариатид относится к музею Лувра. Новое оформление зала — результат работы архитекторов французского ампира Шарля Персье и Пьера Фонтена. Скульптуры арок свода выполнены Жаном-Франсуа Муре (фр. Jean-François Mouret) и Жаном-Батистом Стуфом.
Торжественное открытие зала состоялось в 1811 году, по поводу крещения сына Наполеона Бонапарта Наполеона II, провозглашения его королём Римским (фр. Roi de Rome) и наследником Первой империи Франции. В то время зал имел название «Зал Рек» (фр. Salles des Fleuves), по статуям четырёх аллегорических фигур рек, вывезенных Бонапартом из собрания Ватикана согласно Толентинскому договору.

## Произведения искусства
В Зале Кариатид выставлены произведения античной скульптуры, в основном римские копии и реплики древнегреческих произведений. Среди них выделяются Диана Версальская — древнеримская мраморная статуя первой половины II в. н. э., воспроизводящая произведение раннеэллинистического скульптора, выполненное в бронзе, возможно, работы афинского скульптора Леохара (ок. 325 г. до н. э.); Спящий Гермафродит, римская копия древнегреческой скульптуры II века до н. э. из собрания Боргезе; Диана Габийская — статуя, изображающая древнеримскую богиню охоты Диану (бронзовый оригинал приписывают работе выдающегося афинского скульптора поздней классики IV века до н. э. Праксителя), также из собрания Боргезе; Аполлон Ликейский — римская реплика II в. по оригиналу Праксителя; «Три грации» из коллекции Боргезе, римское повторение греческой скульптурной группы.
В 1797 году в люнете над балконом зала установили бронзовый горельеф, созданный выдающимся итальянским скульптором Бенвенуто Челлини в 1542 году по заказу короля Франциска I для его замка Фонтенбло. Произведение также известное как «Нимфа Ане» (Nymphe d’Anet), или Нимфа Фонтенбло. В 1857 году он был заменен гипсовым слепком. Оригинал разместили на лестничной площадке Лестницы Моллиен (l’escalier Mollien) над первым этажом Крыла Денон Лувра.
На дальней стене зала находится камин. Его облицовка относится к эпохе Возрождения, но происходит из другого невыясненного места Луврского дворца. Две скульптурных фигуры камина ранее приписывали Жану Гужону, теперь считаются работой неизвестного скульптора. Они были восстановлены в 1826 году Бернаром Ланге. Остальные части, в частности орлы, относятся к наполеоновской эпохе. Буква H (король Генрих) была добавлена позднее вместо наполеоновской N (символа низвергнутого Наполеона) и бюста Императора.
Безусловным шедевром являются кариатиды, поддерживающие трибуну для музыкантов работы Жана Гужона по проекту архитектора П. Леско (1546—1549). Древнегреческое искусство в то время знали недостаточно, в основном по литературным источникам. Но это не помешало Гужону своеобразно претворить знаменитые фигуры Эрехтейона Афинского акрополя. Гужон не был в Греции, но мог знать афинскую кариатиду по ватиканской копии, либо по описанию Витрувия с комментариями и весьма приблизительными гравюрами С. Серлио. Остальное — его воображение. В результате луврские кариатиды даже более монументальны и могучи, чем их греческие прототипы, но каким-то чудом их эллинский дух сохранён. Специалисты обращают также внимание на мастерское использование Гужоном так называемых «мокрых складок» (фр. draperie mouillée), мягко, по-античному, облегающих тело.

Зал Кариатид
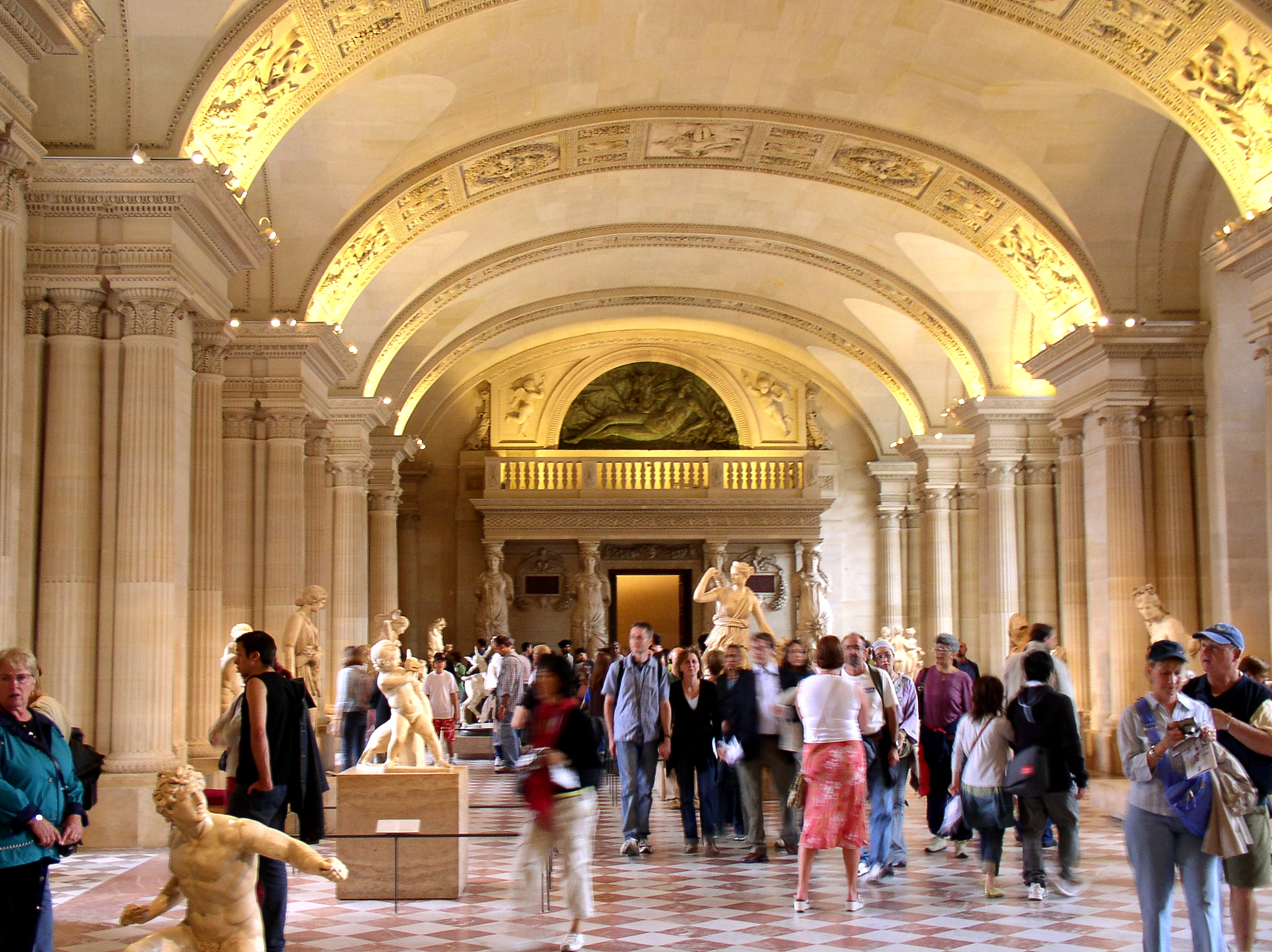
Современный вид Зала Кариатид
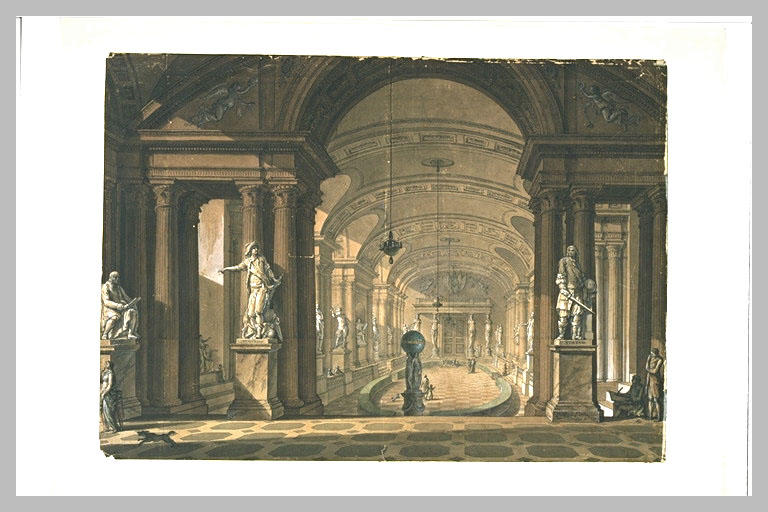
Зал Кариатид в 1785 году. Серлиана П. Леско
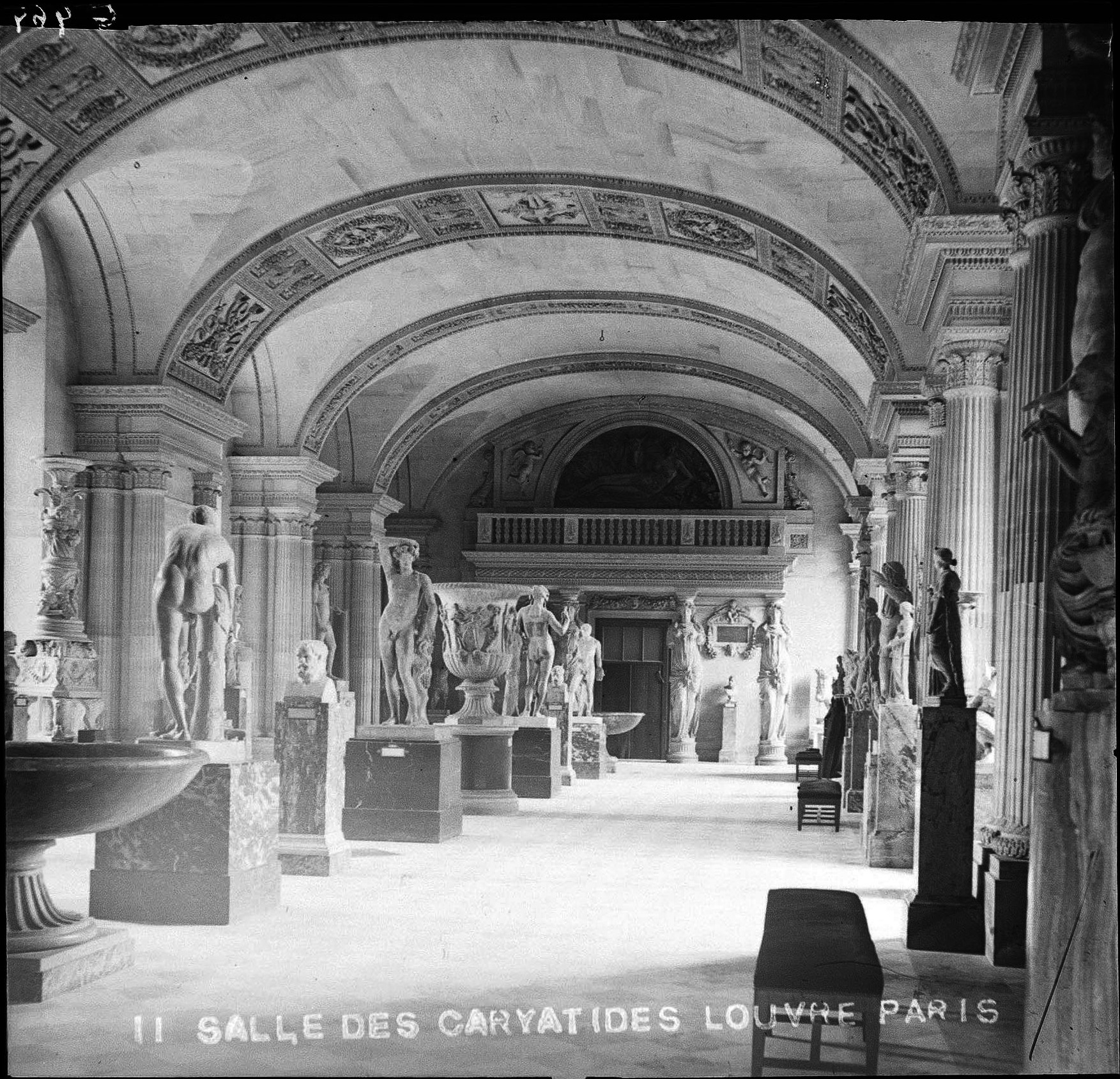
Зал в начале XX века
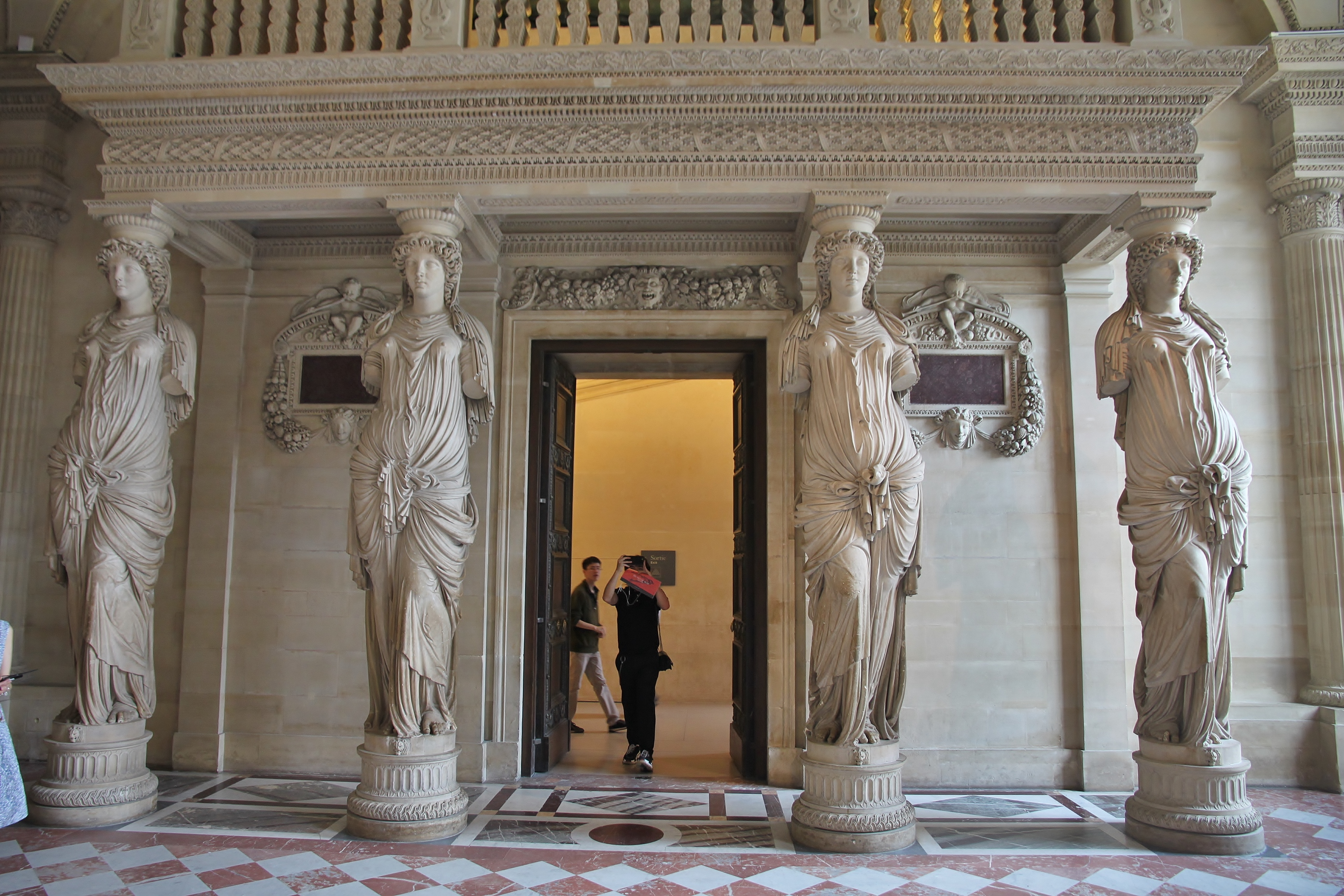
П. Леско, Ж. Гужон. Портик кариатид. 1546—1549
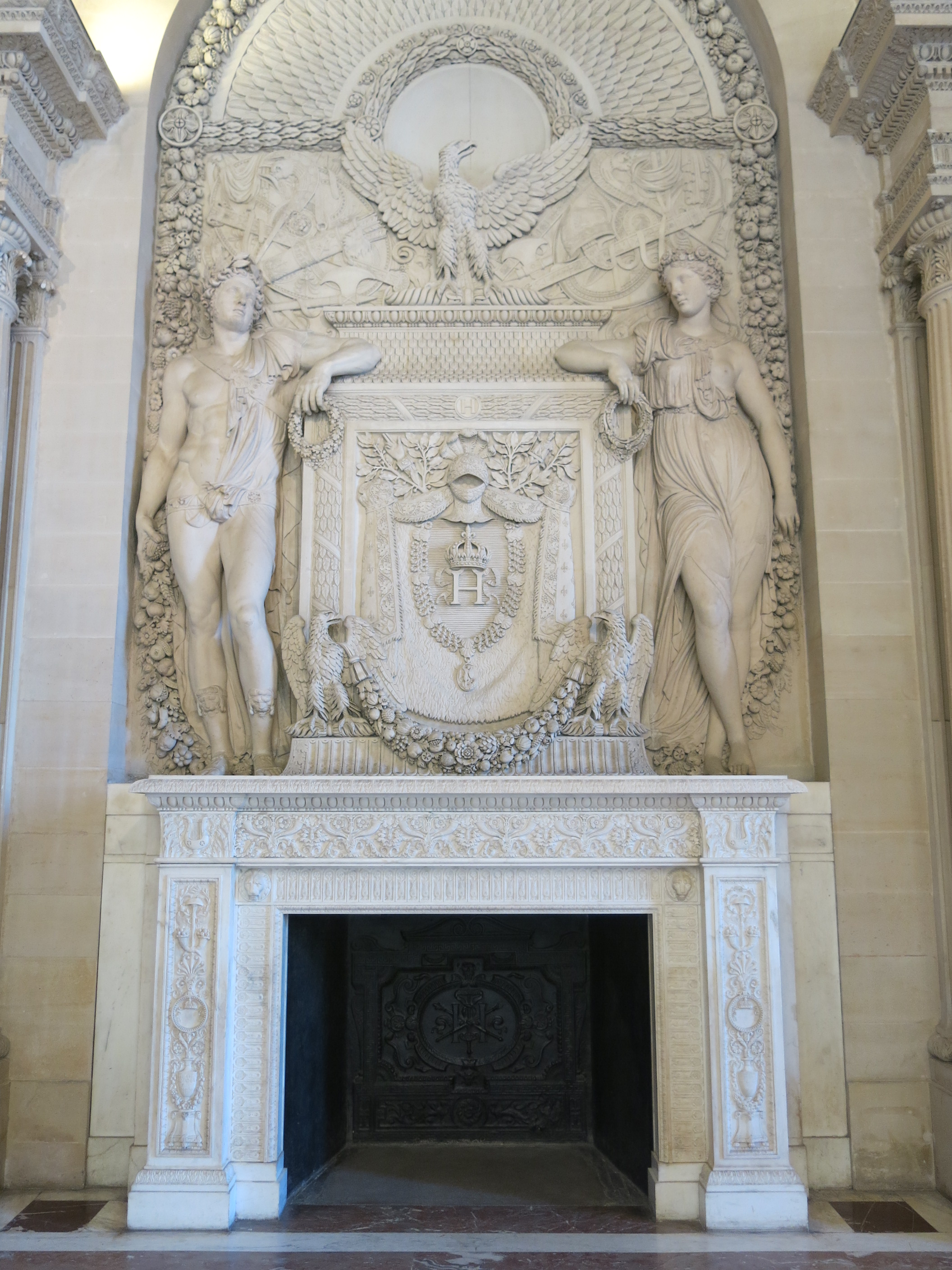
Камин Зала Кариатид
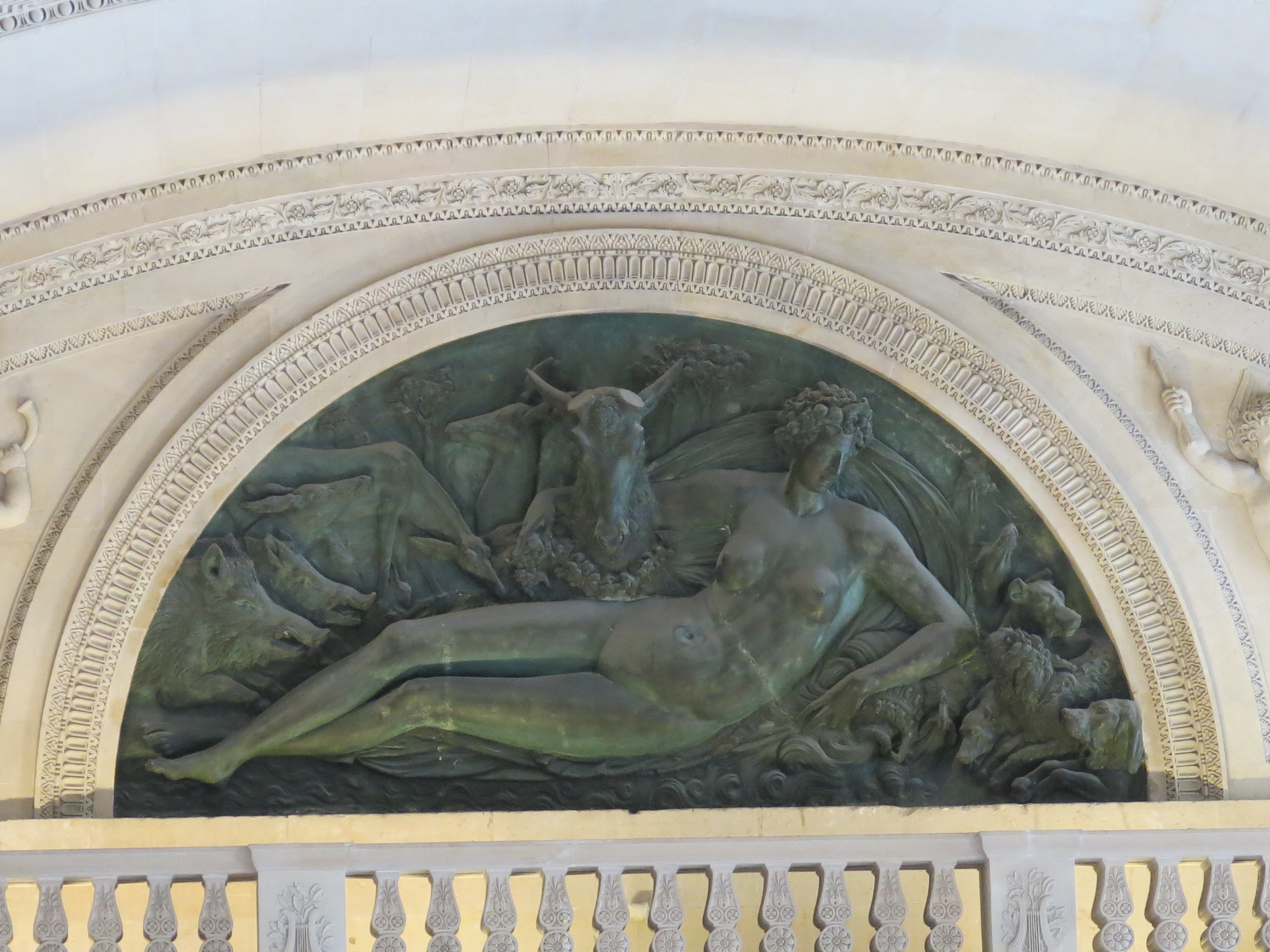
Нимфа Фонтенбло. Гипсовый слепок с горельефа Б. Челлини

Собрание античной скульптуры
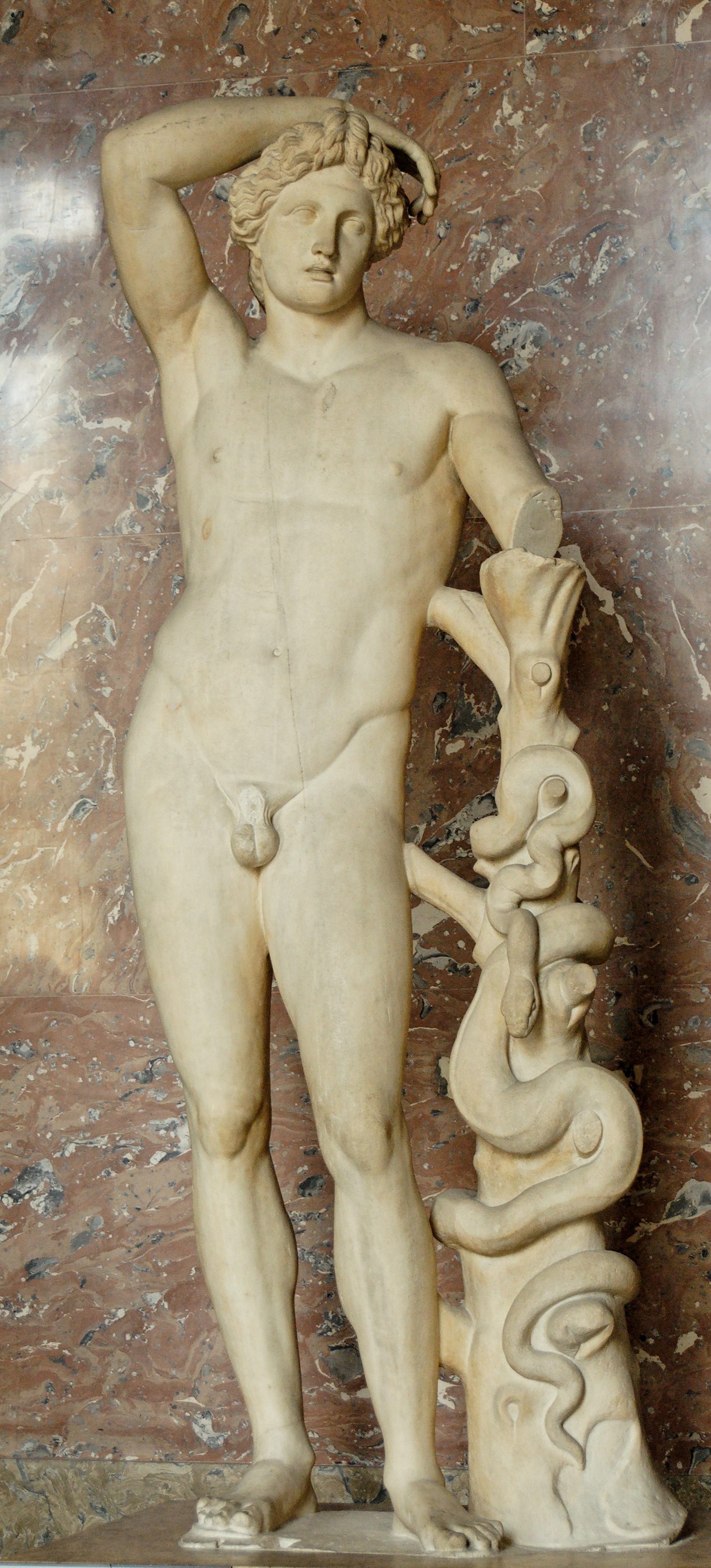
Аполлон Ликейский
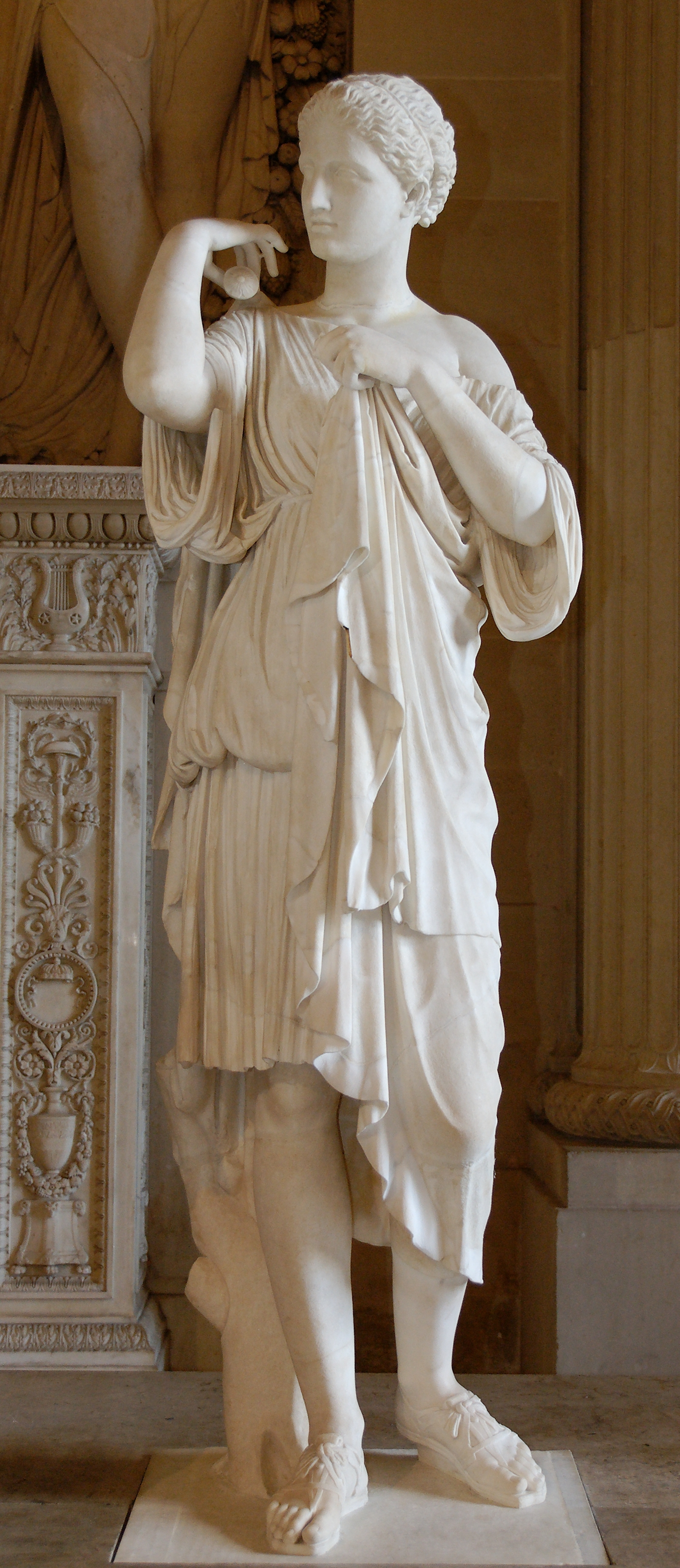
Диана Габийская
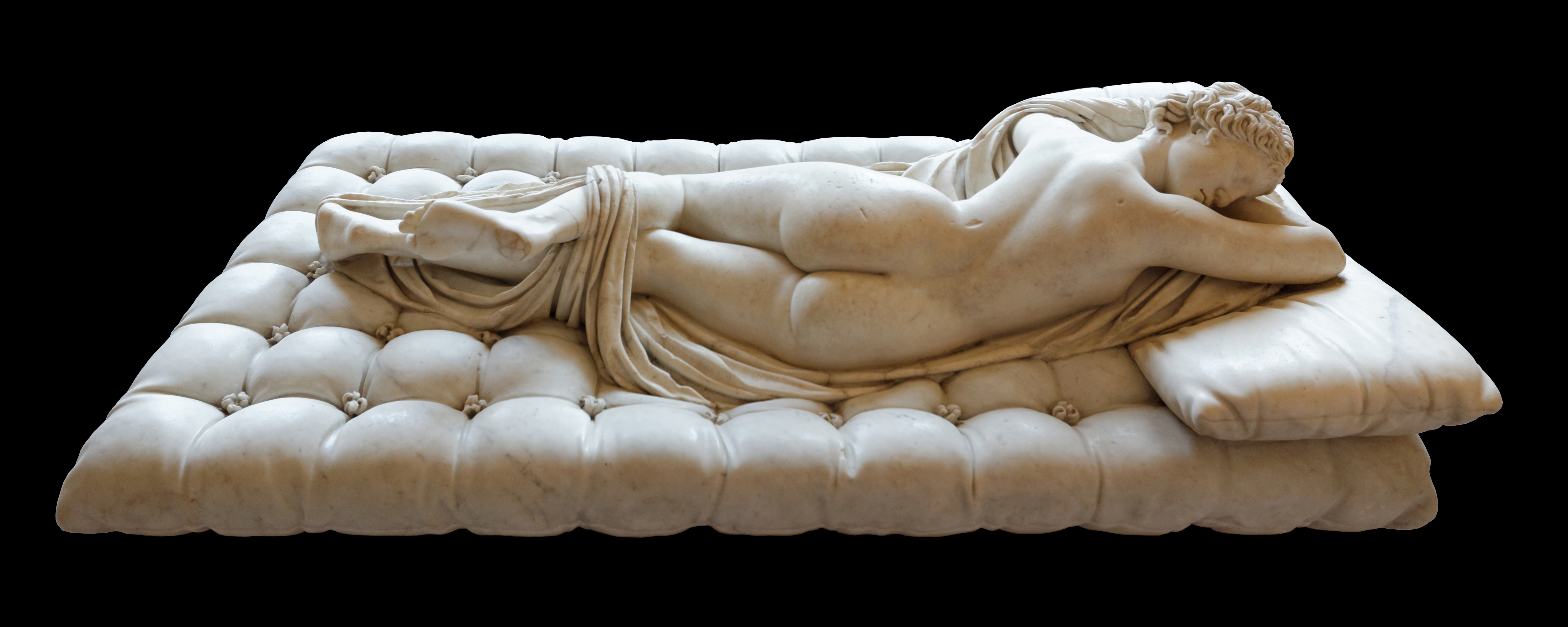
Спящий Гермафродит
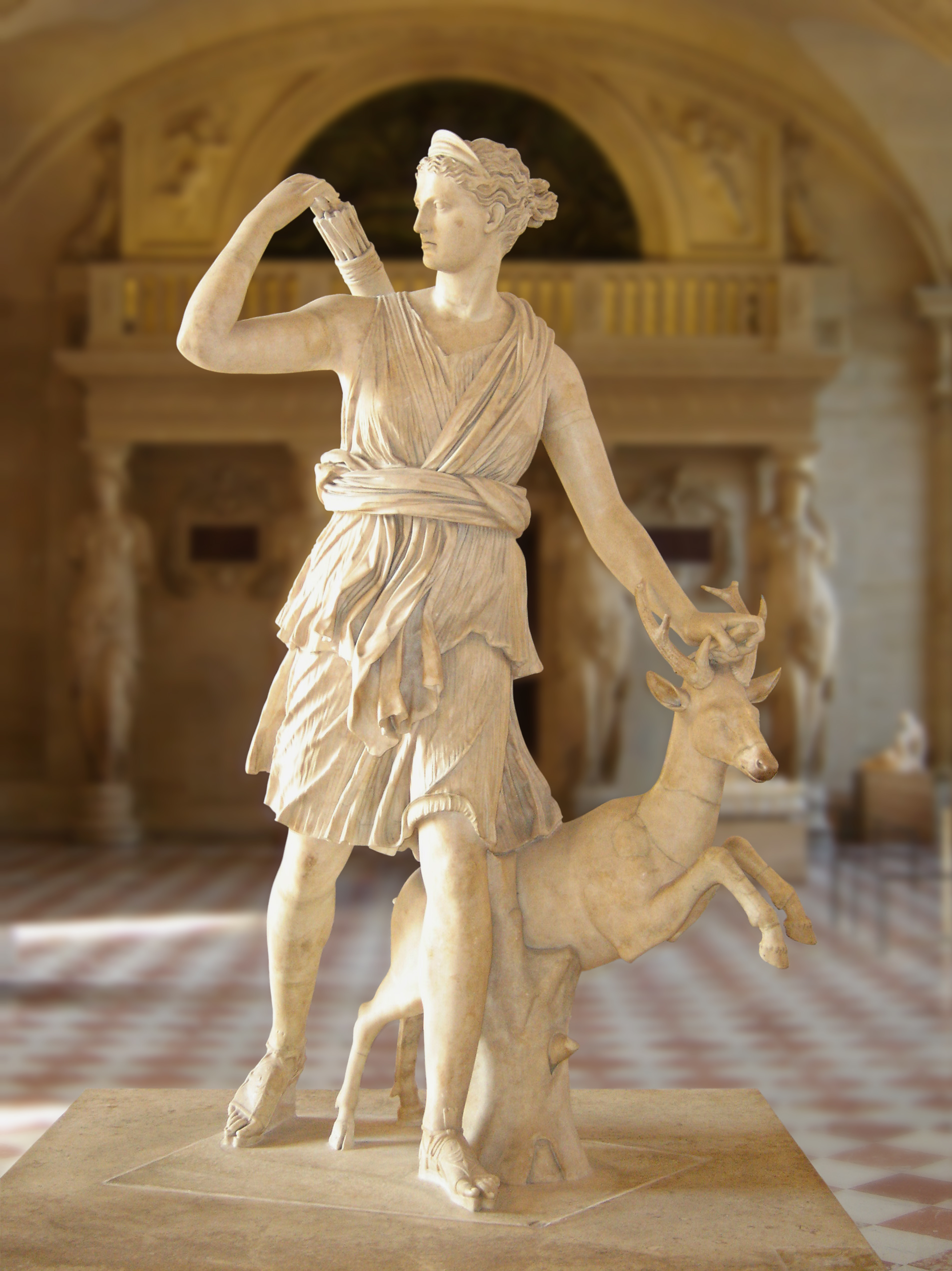
Диана Версальская
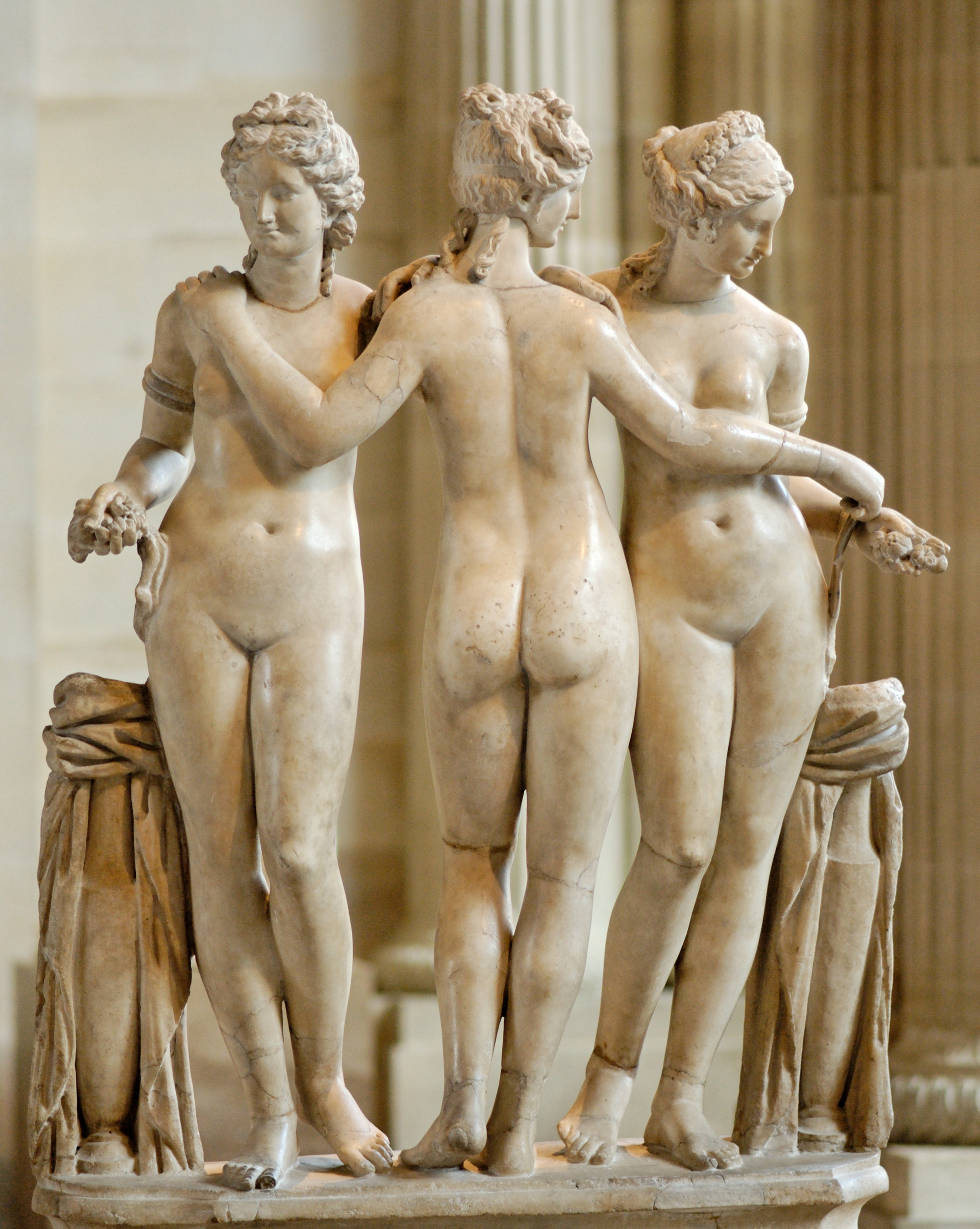
Три грации